# 尤斯蒂斯
尤斯蒂斯（英語：Eustis），是一個美國村落，位於内布拉斯加州边境县的。 根據2010年的人口普查，當地人口為401人。

## 地理
尤斯蒂斯是位于40°39′51″N 100°1′52″W / 40.66417°N 100.03111°W (40.664181,-100.031120)。
根据美国人口普查局，该村落的总面积為0.42平方英里（1.09平方）。

### 2010年人口普查
根據2010年人口普查，當地共有401人，有180个家庭中，其中有118户家庭居住在村里。